# European Challenge Cup 2005/06
Der European Challenge Cup 2005/06 war die zehnte Ausgabe des European Challenge Cup, des zweitrangigen europäischen Pokalwettbewerbs im Rugby Union. Es waren 20 Mannschaften beteiligt. Der Wettbewerb begann am 22. Oktober 2005, das Finale fand am 21. Mai 2006 in The Stoop in London statt. Den Titel gewann das englische Team Gloucester Rugby.

## Modus
Alle Mannschaften der englischen Guinness Premiership, der französischen Top 14 und der internationalen Magners League, die sich nicht für den Heineken Cup qualifiziert hatten, nahmen am European Challenge Cup teil. Hinzu kamen vier Mannschaften aus der italienischen Super 10 sowie ein Vertreter Rumäniens.
In der Gruppenphase waren die 20 Teams in fünf Gruppen mit je vier Mannschaften eingeteilt. Die Setzreihenfolge basierte auf der Platzierung in der gesamteuropäischen Clubrangliste. Jede Mannschaft spielte je ein Heim- und ein Auswärtsspiel gegen die drei Gruppengegner. In der Gruppenphase erhielten die Mannschaften:
- vier Punkte für einen Sieg
- zwei Punkte für ein Unentschieden
- einen Bonuspunkt bei vier oder mehr Versuchen
- einen Bonuspunkt bei einer Niederlage mit sieben oder weniger Punkten Differenz

Für das Viertelfinale qualifizierten sich die fünf Gruppensieger und die drei besten Gruppenzweiten. Das Heimspielrecht im Viertelfinale hatten jene vier Mannschaften, die in der Gruppenphase erfolgreicher waren.

## Gruppenphase

### Gruppe 1
|    | Team               | Spiele | Siege | Unent. | Ndlg. | Spiel- punkte | Diff. | Bonus- punkte | Tabellen- punkte |
| -- | ------------------ | ------ | ----- | ------ | ----- | ------------- | ----- | ------------- | ---------------- |
| 1. | Northampton Saints | 6      | 5     | 0      | 1     | 194:96        | + 98  | 5             | 25               |
| 2. | RC Narbonne        | 6      | 4     | 0      | 2     | 125:113       | + 12  | 2             | 18               |
| 3. | Bristol Rugby      | 6      | 3     | 0      | 3     | 203:150       | + 53  | 1             | 16               |
| 4. | Rugby Viadana      | 6      | 0     | 0      | 6     | 81:244        | − 163 | 1             | 1                |

| 22. Oktober 2005 15:00 WESZ | Northampton Saints | 47 : 25 | Rugby Viadana | Franklin’s Gardens, Northampton Saints Zuschauer: 10.802 |
| 22. Oktober 2005 15:00 WESZ | Bericht            |         |               | Franklin’s Gardens, Northampton Saints Zuschauer: 10.802 |

| 22. Oktober 2005 18:30 MESZ | RC Narbonne | 20 : 13 | Bristol Rugby | Parc des Sports et de l’Amitié, Narbonne Zuschauer: 5.250 |
| 22. Oktober 2005 18:30 MESZ | Bericht     |         |               | Parc des Sports et de l’Amitié, Narbonne Zuschauer: 5.250 |

| 28. Oktober 2005 19:30 MESZ | Rugby Viadana | 14 : 20 | RC Narbonne | Stadio Luigi Zaffanella, Viadana Zuschauer: 500 |
| 28. Oktober 2005 19:30 MESZ | Bericht       |         |             | Stadio Luigi Zaffanella, Viadana Zuschauer: 500 |

| 30. Oktober 2005 15:00 WESZ | Bristol Rugby | 36 : 28 | Northampton Saints | Memorial Stadium, Bristol Zuschauer: 5.662 |
| 30. Oktober 2005 15:00 WESZ | Bericht       |         |                    | Memorial Stadium, Bristol Zuschauer: 5.662 |

| 9. Dezember 2005 19:30 MEZ | Rugby Viadana | 23 : 39 | Bristol Rugby | Stadio Luigi Zaffanella, Viadana Zuschauer: 600 |
| 9. Dezember 2005 19:30 MEZ | Bericht       |         |               | Stadio Luigi Zaffanella, Viadana Zuschauer: 600 |

| 10. Dezember 2005 15:00 WEZ | Northampton Saints | 32 : 20 | RC Narbonne | Franklin’s Gardens, Northampton Zuschauer: 11.572 |
| 10. Dezember 2005 15:00 WEZ | Bericht            |         |             | Franklin’s Gardens, Northampton Zuschauer: 11.572 |

| 16. Dezember 2005 19:30 MEZ | RC Narbonne | 7 : 22 | Northampton Saints | Parc des Sports et de l’Amitié, Narbonne Zuschauer: 3.500 |
| 16. Dezember 2005 19:30 MEZ | Bericht     |        |                    | Parc des Sports et de l’Amitié, Narbonne Zuschauer: 3.500 |

| 18. Dezember 2005 15:00 WEZ | Bristol Rugby | 89 : 5 | Rugby Viadana | Memorial Ground, Bristol Zuschauer: 4.426 |
| 18. Dezember 2005 15:00 WEZ | Bericht       |        |               | Memorial Ground, Bristol Zuschauer: 4.426 |

| 14. Januar 2006 15:00 WEZ | Northampton Saints | 45 : 8 | Bristol Rugby | Franklin’s Gardens, Northampton Zuschauer: 12.227 |
| 14. Januar 2006 15:00 WEZ | Bericht            |        |               | Franklin’s Gardens, Northampton Zuschauer: 12.227 |

| 14. Januar 2006 18:30 MEZ | RC Narbonne | 29 : 14 | Rugby Viadana | Parc des Sports et de l’Amitié, Narbonne Zuschauer: 2.500 |
| 14. Januar 2006 18:30 MEZ | Bericht     |         |               | Parc des Sports et de l’Amitié, Narbonne Zuschauer: 2.500 |

| 21. Januar 2006 19:30 MEZ | Rugby Viadana | 0 : 20 | Northampton Saints | Stadio Luigi Zaffanella, Viadana |
| 21. Januar 2006 19:30 MEZ |               |        |                    | Stadio Luigi Zaffanella, Viadana |

| 22. Januar 2006 15:00 WEZ | Bristol Rugby | 18 : 29 | RC Narbonne | Memorial Stadium, Bristol Zuschauer: 4.762 |
| 22. Januar 2006 15:00 WEZ | Bericht       |         |             | Memorial Stadium, Bristol Zuschauer: 4.762 |

### Gruppe 2
|    | Team            | Spiele | Siege | Unent. | Ndlg. | Spiel- punkte | Diff. | Bonus- punkte | Tabellen- punkte |
| -- | --------------- | ------ | ----- | ------ | ----- | ------------- | ----- | ------------- | ---------------- |
| 1. | London Irish    | 6      | 6     | 0      | 0     | 239:81        | + 124 | 3             | 27               |
| 2. | Frankreich      | 6      | 3     | 0      | 3     | 163:143       | + 20  | 3             | 15               |
| 3. | Section Paloise | 6      | 2     | 0      | 4     | 107:153       | − 46  | 3             | 11               |
| 4. | Rugby Parma     | 6      | 1     | 0      | 5     | 74:206        | − 132 | 0             | 4                |

| 22. Oktober 2005 15:00 MESZ | Rugby Parma | 23 : 50 | SU Agen | Stadio Sergio Lanfranchi, Parma Zuschauer: 490 |
| 22. Oktober 2005 15:00 MESZ | Bericht     |         |         | Stadio Sergio Lanfranchi, Parma Zuschauer: 490 |

| 22. Oktober 2005 18:30 MESZ | Section Paloise | 13 : 20 | London Irish | Stade du Hameau, Pau Zuschauer: 5.800 |
| 22. Oktober 2005 18:30 MESZ | Bericht         |         |              | Stade du Hameau, Pau Zuschauer: 5.800 |

| 29. Oktober 2005 18:30 MESZ | SU Agen | 23 : 6 | Section Paloise | Stade Armandie, Agen Zuschauer: 8.000 |
| 29. Oktober 2005 18:30 MESZ | Bericht |        |                 | Stade Armandie, Agen Zuschauer: 8.000 |

| 30. Oktober 2005 15:00 WESZ | London Irish | 64 : 0 | Rugby Parma | Madejski Stadium, Reading Zuschauer: 5.760 |
| 30. Oktober 2005 15:00 WESZ | Bericht      |        |             | Madejski Stadium, Reading Zuschauer: 5.760 |

| 10. Dezember 2005 18:30 MEZ | Section Paloise | 29 : 3 | Rugby Parma | Stade du Hameau, Pau Zuschauer: 2.000 |
| 10. Dezember 2005 18:30 MEZ | Bericht         |        |             | Stade du Hameau, Pau Zuschauer: 2.000 |

| 11. Dezember 2005 15:00 WEZ | London Irish | 29 : 21 | SU Agen | Madejski Stadium, Reading Zuschauer: 4.452 |
| 11. Dezember 2005 15:00 WEZ | Bericht      |         |         | Madejski Stadium, Reading Zuschauer: 4.452 |

| 17. Dezember 2005 14:30 | Rugby Parma | 20 : 11 | Section Paloise | Stadio Sergio Lanfranchi, Parma Zuschauer: 200 |
| 17. Dezember 2005 14:30 |             |         |                 | Stadio Sergio Lanfranchi, Parma Zuschauer: 200 |

| 17. Dezember 2005 18:30 MEZ | SU Agen | 24 : 32 | London Irish | Stade Armandie, Agen Zuschauer: 12.000 |
| 17. Dezember 2005 18:30 MEZ | Bericht |         |              | Stade Armandie, Agen Zuschauer: 12.000 |

| 14. Januar 2006 14:30 MEZ | Rugby Parma | 11 : 19 | London Irish | Stadio Sergio Lanfranchi, Parma Zuschauer: 1.000 |
| 14. Januar 2006 14:30 MEZ | Bericht     |         |              | Stadio Sergio Lanfranchi, Parma Zuschauer: 1.000 |

| 14. Januar 2006 18:30 MEZ | Section Paloise | 36 : 12 | SU Agen | Stade du Hameau, Pau Zuschauer: 4.000 |
| 14. Januar 2006 18:30 MEZ | Bericht         |         |         | Stade du Hameau, Pau Zuschauer: 4.000 |

| 21. Januar 2006 14:00 WEZ | London Irish | 75 : 12 | Section Paloise | Madejski Stadium, Reading Zuschauer: 4.647 |
| 21. Januar 2006 14:00 WEZ | Bericht      |         |                 | Madejski Stadium, Reading Zuschauer: 4.647 |

| 21. Januar 2005 15:00 MEZ | SU Agen | 33 : 17 | Rugby Parma Parma | Stade Armandie, Agen Zuschauer: 5.000 |
| 21. Januar 2005 15:00 MEZ | Bericht |         |                   | Stade Armandie, Agen Zuschauer: 5.000 |

### Gruppe 3
|    | Team             | Spiele | Siege | Unent. | Ndlg. | Spiel- punkte | Diff. | Bonus- punkte | Tabellen- punkte |
| -- | ---------------- | ------ | ----- | ------ | ----- | ------------- | ----- | ------------- | ---------------- |
| 1. | Gloucester Rugby | 6      | 6     | 0      | 0     | 331:53        | + 146 | 5             | 29               |
| 2. | Aviron Bayonnais | 6      | 4     | 0      | 2     | 202:93        | + 109 | 4             | 20               |
| 3. | București Rugby  | 6      | 1     | 0      | 5     | 71:253        | − 182 | 1             | 5                |
| 4. | RC Toulon        | 6      | 1     | 0      | 5     | 64:269        | − 205 | 1             | 5                |

| 22. Oktober 2005 15:00 OESZ | București Rugby | 16 : 20 | RC Toulon | Arena Națională, Bukarest Zuschauer: 500 |
| 22. Oktober 2005 15:00 OESZ | Bericht         |         |           | Arena Națională, Bukarest Zuschauer: 500 |

| 22. Oktober 2005 19:00 MESZ | Aviron Bayonnais | 10 : 26 | Gloucester Rugby | Stade Jean-Dauger, Bayonne Zuschauer: 5.000 |
| 22. Oktober 2005 19:00 MESZ | Bericht          |         |                  | Stade Jean-Dauger, Bayonne Zuschauer: 5.000 |

| 29. Oktober 2005 15:00 WESZ | Gloucester Rugby | 106 : 3 | București Rugby | Kingsholm Stadium, Gloucester Zuschauer: 7.500 |
| 29. Oktober 2005 15:00 WESZ | Bericht          |         |                 | Kingsholm Stadium, Gloucester Zuschauer: 7.500 |

| 29. Oktober 2005 18:30 MESZ | RC Toulon | 19 : 28 | Aviron Bayonnais | Stade Mayol, Toulon Zuschauer: 5.000 |
| 29. Oktober 2005 18:30 MESZ | Bericht   |         |                  | Stade Mayol, Toulon Zuschauer: 5.000 |

| 10. Dezember 2005 14:00 OEZ | București Rugby | 10 : 38 | Aviron Bayonnais | Arena Națională, Bukarest Zuschauer: 600 |
| 10. Dezember 2005 14:00 OEZ | Bericht         |         |                  | Arena Națională, Bukarest Zuschauer: 600 |

| 10. Dezember 2005 18:30 MEZ | RC Toulon | 3 : 74 | Gloucester Rugby | Stade Mayol, Toulon Zuschauer: 4.200 |
| 10. Dezember 2005 18:30 MEZ | Bericht   |        |                  | Stade Mayol, Toulon Zuschauer: 4.200 |

| 16. Dezember 2005 19:30 MEZ | Aviron Bayonnais | 45 : 6 | București Rugby | Stade Jean-Dauger, Bayonne Zuschauer: 1.200 |
| 16. Dezember 2005 19:30 MEZ | Bericht          |        |                 | Stade Jean-Dauger, Bayonne Zuschauer: 1.200 |

| 17. Dezember 2005 15:00 WEZ | Gloucester Rugby | 66 : 5 | RC Toulon | Kingsholm Stadium, Gloucester Zuschauer: 9.037 |
| 17. Dezember 2005 15:00 WEZ | Bericht          |        |           | Kingsholm Stadium, Gloucester Zuschauer: 9.037 |

| 13. Januar 2006 19:00 MEZ | Aviron Bayonnais | 62 : 0 | RC Toulon | Stade Jean-Dauger, Bayonne Zuschauer: 4.000 |
| 13. Januar 2006 19:00 MEZ | Bericht          |        |           | Stade Jean-Dauger, Bayonne Zuschauer: 4.000 |

| 14. Januar 2006 14:00 OEZ | București Rugby | 13 : 27 | Gloucester Rugby | Arena Națională, Bukarest Zuschauer: 700 |
| 14. Januar 2006 14:00 OEZ | Bericht         |         |                  | Arena Națională, Bukarest Zuschauer: 700 |

| 21. Januar 2006 14:00 WEZ | Gloucester Rugby | 32 : 19 | Aviron Bayonnais | Kingsholm Stadium, Gloucester Zuschauer: 8.000 |
| 21. Januar 2006 14:00 WEZ | Bericht          |         |                  | Kingsholm Stadium, Gloucester Zuschauer: 8.000 |

| 21. Januar 2006 15:00 MEZ | RC Toulon | 17 : 23 | București Rugby | Stade Mayol, Toulon Zuschauer: 1.000 |
| 21. Januar 2006 15:00 MEZ | Bericht   |         |                 | Stade Mayol, Toulon Zuschauer: 1.000 |

### Gruppe 4
|    | Team              | Spiele | Siege | Unent. | Ndlg. | Spiel- punkte | Diff. | Bonus- punkte | Tabellen- punkte |
| -- | ----------------- | ------ | ----- | ------ | ----- | ------------- | ----- | ------------- | ---------------- |
| 1. | Newcastle Falcons | 6      | 6     | 0      | 0     | 324:81        | + 243 | 4             | 28               |
| 2. | CA Brive          | 6      | 3     | 0      | 3     | 203:169       | + 34  | 6             | 18               |
| 3. | Border Reivers    | 6      | 3     | 0      | 3     | 155:177       | − 22  | 3             | 15               |
| 4. | L’Aquila Rugby    | 6      | 0     | 0      | 6     | 103:358       | − 255 | 1             | 1                |

| 22. Oktober 2005 14:30 WESZ | Newcastle Falcons | 51 : 19 | CA Brive | Kingston Park, Newcastle upon Tyme Zuschauer: 6.080 |
| 22. Oktober 2005 14:30 WESZ | Bericht           |         |          | Kingston Park, Newcastle upon Tyme Zuschauer: 6.080 |

| 22. Oktober 2005 15:00 MESZ | L’Aquila Rugby | 25 : 32 | Border Reivers | Stadio Communale Frattem, L’Aquila Zuschauer: 1.500 |
| 22. Oktober 2005 15:00 MESZ | Bericht        |         |                | Stadio Communale Frattem, L’Aquila Zuschauer: 1.500 |

| 29. Oktober 2005 14:15 WESZ | CA Brive | 64 : 22 | L’Aquila Rugby | Stade Amédée-Domenech, Brive-la-Gaillarde Zuschauer: 4.107 |
| 29. Oktober 2005 14:15 WESZ | Bericht  |         |                | Stade Amédée-Domenech, Brive-la-Gaillarde Zuschauer: 4.107 |

| 30. Oktober 2005 16:00 WESZ | Border Reivers | 11 : 26 | Newcastle Falcons | Netherdale, Galashiels Zuschauer: 4.029 |
| 30. Oktober 2005 16:00 WESZ | Bericht        |         |                   | Netherdale, Galashiels Zuschauer: 4.029 |

| 10. Dezember 2005 15:00 MEZ | L’Aquila Rugby | 0 : 86 | Newcastle Falcons | Stadio Communale Frattem, L’Aquila Zuschauer: 1.200 |
| 10. Dezember 2005 15:00 MEZ | Bericht        |        |                   | Stadio Communale Frattem, L’Aquila Zuschauer: 1.200 |

| 11. Dezember 2005 16:00 WEZ | Border Reivers | 25 : 22 | Bath Rugby | Netherdale, Galashiels Zuschauer: 1.050 |
| 11. Dezember 2005 16:00 WEZ | Bericht        |         |            | Netherdale, Galashiels Zuschauer: 1.050 |

| 17. Dezember 2005 18:30 MEZ | CA Brive | 34 : 28 | Border Reivers | Stade Amédée-Domenech, Brive-la-Gaillarde Zuschauer: 5.850 |
| 17. Dezember 2005 18:30 MEZ | Bericht  |         |                | Stade Amédée-Domenech, Brive-la-Gaillarde Zuschauer: 5.850 |

| 18. Dezember 2005 14:30 WEZ | Newcastle Falcons | 90 : 14 | L’Aquila Rugby | Kingston Park, Newcastle upon Tyne Zuschauer: 5.216 |
| 18. Dezember 2005 14:30 WEZ | Bericht           |         |                | Kingston Park, Newcastle upon Tyne Zuschauer: 5.216 |

| 14. Januar 2006 15:00 WEZ | L’Aquila Rugby | 19 : 47 | CA Brive | Stadio Tommaso Fattori, L’Aquila Zuschauer: 800 |
| 14. Januar 2006 15:00 WEZ | Bericht        |         |          | Stadio Tommaso Fattori, L’Aquila Zuschauer: 800 |

| 15. Januar 2006 14:30 WEZ | Newcastle Falcons | 47 : 20 | Border Reivers | Kingston Park, Newcastle upon Tyne Zuschauer: 5.866 |
| 15. Januar 2006 14:30 WEZ | Bericht           |         |                | Kingston Park, Newcastle upon Tyne Zuschauer: 5.866 |

| 21. Januar 2006 14:00 WEZ | Border Reivers | 39 : 23 | L’Aquila Rugby | Netherdale, Galashiels Zuschauer: 923 |
| 21. Januar 2006 14:00 WEZ | Bericht        |         |                | Netherdale, Galashiels Zuschauer: 923 |

| 21. Januar 2006 15:00 MEZ | CA Brive | 17 : 24 | Newcastle Falcons | Stade Amédée-Domenech, Brive-la-Gaillarde Zuschauer: 6.700 |
| 21. Januar 2006 15:00 MEZ | Bericht  |         |                   | Stade Amédée-Domenech, Brive-la-Gaillarde Zuschauer: 6.700 |

### Gruppe 5
|    | Team                   | Spiele | Siege | Unent. | Ndlg. | Spiel- punkte | Diff. | Bonus- punkte | Tabellen- punkte |
| -- | ---------------------- | ------ | ----- | ------ | ----- | ------------- | ----- | ------------- | ---------------- |
| 1. | Worcester Warriors     | 6      | 5     | 0      | 1     | 181:103       | + 78  | 4             | 24               |
| 2. | Connacht Rugby         | 6      | 4     | 0      | 2     | 190:119       | + 71  | 4             | 20               |
| 3. | Amatori Catania        | 6      | 2     | 0      | 4     | 116:257       | − 141 | 2             | 10               |
| 4. | Montpellier Hérault RC | 6      | 1     | 0      | 5     | 170:178       | − 8   | 4             | 8                |

| 22. Oktober 2005 14:00 WESZ | Worcester Warriors | 36 : 18 | Montpellier Hérault RC | Sixways Stadium, Worcester Zuschauer: 6.078 |
| 22. Oktober 2005 14:00 WESZ | Bericht            |         |                        | Sixways Stadium, Worcester Zuschauer: 6.078 |

| 22. Oktober 2005 14:30 WESZ | Connacht Rugby | 62 : 17 | Amatori Catania | Galway Sportsgrounds, Galway Zuschauer: 600 |
| 22. Oktober 2005 14:30 WESZ | Bericht        |         |                 | Galway Sportsgrounds, Galway Zuschauer: 600 |

| 28. Oktober 2005 19:30 MESZ | Montpellier Hérault RC | 13 : 19 | Connacht Rugby | Stade Sabathé, Montpellier Zuschauer: 2.000 |
| 28. Oktober 2005 19:30 MESZ | Bericht                |         |                | Stade Sabathé, Montpellier Zuschauer: 2.000 |

| 29. Oktober 2005 16:00 MESZ | Amatori Catania | 14 : 19 | Worcester Warriors | Stadio Santa Maria Goretti, Catania Zuschauer: 900 |
| 29. Oktober 2005 16:00 MESZ | Bericht         |         |                    | Stadio Santa Maria Goretti, Catania Zuschauer: 900 |

| 9. Dezember 2005 19:30 MEZ | Montpellier Hérault RC | 74 : 12 | Amatori Catania | Stade Sabathé, Montpellier Zuschauer: 1.000 |
| 9. Dezember 2005 19:30 MEZ | Bericht                |         |                 | Stade Sabathé, Montpellier Zuschauer: 1.000 |

| 10. Dezember 2005 14:00 WEZ | Worcester Warriors | 30 : 20 | Connacht Rugby | Sixways Stadium, Worcester Zuschauer: 6.137 |
| 10. Dezember 2005 14:00 WEZ | Bericht            |         |                | Sixways Stadium, Worcester Zuschauer: 6.137 |

| 17. Dezember 2005 14:00 WEZ | Connacht Rugby | 22 : 21 | Worcester Warriors | Galway Sportsgrounds, Galway Zuschauer: 2.200 |
| 17. Dezember 2005 14:00 WEZ | Bericht        |         |                    | Galway Sportsgrounds, Galway Zuschauer: 2.200 |

| 18. Dezember 2005 15:00 MEZ | Amatori Catania | 37 : 34 | Montpellier Hérault RC | Stadio Santa Maria Goretti, Catania Zuschauer: 400 |
| 18. Dezember 2005 15:00 MEZ | Bericht         |         |                        | Stadio Santa Maria Goretti, Catania Zuschauer: 400 |

| 14. Januar 2006 14:00 WEZ | Connacht Rugby | 43 : 10 | Montpellier Hérault RC | Galway Sportsgrounds, Galway Zuschauer: 2.500 |
| 14. Januar 2006 14:00 WEZ | Bericht        |         |                        | Galway Sportsgrounds, Galway Zuschauer: 2.500 |

| 14. Januar 2006 14:00 WEZ | Worcester Warriors | 44 : 8 | Amatori Catania | Sixways Stadium, Worcester Zuschauer: 600 |
| 14. Januar 2006 14:00 WEZ | Bericht            |        |                 | Sixways Stadium, Worcester Zuschauer: 600 |

| 20. Januar 2006 19:30 MEZ | Amatori Catania | 28 : 24 | Connacht Rugby | Stadio Santa Maria Goretti, Catania Zuschauer: 900 |
| 20. Januar 2006 19:30 MEZ | Bericht         |         |                | Stadio Santa Maria Goretti, Catania Zuschauer: 900 |

| 20. Januar 2006 19:30 MEZ | Montpellier Hérault RC | 21 : 31 | Worcester Warriors | Stade Sabathé, Montpellier Zuschauer: 2.500 |
| 20. Januar 2006 19:30 MEZ | Bericht                |         |                    | Stade Sabathé, Montpellier Zuschauer: 2.500 |

## K.-o.-Runde

### Setzliste
Nach der Gruppenphase trafen die fünf Gruppensieger sowie die drei besten Zweitplatzierten aufeinander.
1. Gloucester Rugby
2. Newcastle Falcons
3. London Irish
4. Northampton Saints
5. Worcester Warriors
6. Aviron Bayonnais
7. Connacht Rugby
8. CA Brive

### Viertelfinale
| 31. März 2006 19:30 WESZ | Newcastle Falcons                                                                                    | 23 : 3         | Connacht Rugby               | Kingston Park, Newcastle upon Tyne Zuschauer: 4.486 Schiedsrichter: Éric Darrière (Frankreich) |
| 31. März 2006 19:30 WESZ | Versuche: Flood 17. erh. McCarthy 64. erh. Erhöhungen: Flood (2) Straftritte: Flood (3) 8., 23., 75. | (13:3) Bericht | Straftritte: Warwick (1) 38. | Kingston Park, Newcastle upon Tyne Zuschauer: 4.486 Schiedsrichter: Éric Darrière (Frankreich) |

| 1. April 2006 15:00 WESZ | Gloucester Rugby | 46 : 13        | CA Brive                                                                                | Kingsholm Stadium, Gloucester Zuschauer: 6.898 Schiedsrichter: Donal Courtney (Irland) |
| 1. April 2006 15:00 WESZ | Versuche: Forrester 9. erh., 15. erh. Richards 38. n.erh., 49. n.erh. Tindall 40.+ n.erh. Hazell 59. erh. Simpson-Daniel 65. erh. Erhöhungen: Lamb (4) Straftritte: Lamb (1) 4. | (27:6) Bericht | Versuche: Donguy 74. erh. Erhöhungen: Petitjean (1) Straftritte: Petitjean (2) 25., 31. | Kingsholm Stadium, Gloucester Zuschauer: 6.898 Schiedsrichter: Donal Courtney (Irland) |

| 1. April 2006 15:00 WESZ | Northampton Saints | 25 : 34         | Worcester Warriors | Franklin’s Gardens, Gloucester Zuschauer: 9.531 Schiedsrichter: George Clancy (Irland) |
| 1. April 2006 15:00 WESZ | Versuche: Tupai 14. n.erh., 48. n.erh. Reihana 35. erh. Fox 80.+ n.erh. Erhöhungen: Reihana (1) Straftritte: Reihana (1) 32. | (15:17) Bericht | Versuche: Lombard 28. erh. Havili 33. n.erh., 39. erh., 77. erh. Rasmussen 53. erh. Erhöhungen: Drahm (3) Straftritte: Drahm (1) 66. | Franklin’s Gardens, Gloucester Zuschauer: 9.531 Schiedsrichter: George Clancy (Irland) |

| 2. April 2006 15:00 WESZ | London Irish | 48 : 5         | Aviron Bayonnais                   | Madejski Stadium, Reading Zuschauer: 5.100 Schiedsrichter: Malcolm Changleng (Schottland) |
| 2. April 2006 15:00 WESZ | Versuche: Russell 9. erh., 46. erh. Tiesi 52. erh. Flutey 58. erh. Ojo 65 n.erh. Murphy 76. n.erh. Casey 80. erh. Erhöhungen: Flutey (4) Geraghty (1) Dropgoals: Flutey (1) 39. | (10:0) Bericht | Versuche: van Schalkwyk 75. n.erh. | Madejski Stadium, Reading Zuschauer: 5.100 Schiedsrichter: Malcolm Changleng (Schottland) |

### Halbfinale
| 22. April 2006 12:35 WESZ | Gloucester Rugby | 31 : 23         | Worcester Warriors | Kingsholm Stadium, Gloucester Zuschauer: 8.609 Schiedsrichter: Christophe Berdos (Frankreich) |
| 22. April 2006 12:35 WESZ | Versuche: Simpson-Daniel 14. n.erh. Allen 22. erh. Foster 73. erh. Erhöhungen: Lamb (2) Straftritte: Lamb (3) 7., 56., 79. Mercier 66. | (15:17) Bericht | Versuche: Drahm 30. erh. Sanderson 40.+ erh. Erhöhungen: Drahm (2) Straftritte: Drahm (2) 8., 51. Dropgoals: Drahm (1) 42. | Kingsholm Stadium, Gloucester Zuschauer: 8.609 Schiedsrichter: Christophe Berdos (Frankreich) |

| 23. April 2006 12:35 WESZ | Newcastle Falcons                                                                                          | 22 : 27        | London Irish | Kingston Park, Newcastle upon Tyne Zuschauer: 4.243 Schiedsrichter: Nigel Owens (Wales) |
| 23. April 2006 12:35 WESZ | Versuche: Woods 72. erh. May 78. n.erh. Tait 80.+ erh. Erhöhungen: Wilkinson (2) Straftritte: Burke (1) 2. | (3:15) Bericht | Versuche: Russell 15. erh. Ojo 30. n.erh. Tagicakibau 62. erh. Tiesi 68. n.erh. Erhöhungen: Flutey (2) Straftritte: Flutey (1) 20. | Kingston Park, Newcastle upon Tyne Zuschauer: 4.243 Schiedsrichter: Nigel Owens (Wales) |

### Finale
| 21. Mai 2006 12:15 WESZ | Gloucester Rugby | 36 : 34 n. V.   | London Irish | The Stoop, London Zuschauer: 12.053 Schiedsrichter: Nigel Whitehouse (Wales) |
| 21. Mai 2006 12:15 WESZ | Versuche: Foster 11. erh. Hazell 27. n.erh. Simpson-Daniel 64. erh. Forrester 80.+11 n.erh. Erhöhungen: Lamb (1) Mercier (1) Straftritte: Lamb (2) 15., 33. Mercier (2) 51., 59. | (18:13) Bericht | Versuche: Armitage 30. erh. Magne 71. erh. Russell 78. n.erh. Erhöhungen: Everitt (2) Straftritte: Everitt (4) 4., 9., 57., 80.+7 Dropgoals: Everitt (1) 44. | The Stoop, London Zuschauer: 12.053 Schiedsrichter: Nigel Whitehouse (Wales) |